# All My Life (film, 2020)
Pour les articles homonymes, voir All My Life.
Pour plus de détails, voir Fiche technique et Distribution.
All My Life est un film américain réalisé par Marc Meyers et sorti en 2020.

## Synopsis
Jennifer Carter et Solomon Chau, récemment fiancés, voient leur projet de mariage mis à mal lorsqu'on diagnostique à Solomon un cancer du foie en phase terminale.

## Fiche technique
- Titre : All My Life[1],[2],[3]
- Réalisation : Marc Meyers
- Scénario : Todd Rosenberg
- Photographie : Russ Alsobrook
- Musique : Lisbeth Scott
- Montage : David Moritz
- Société de distribution : Universal Pictures
- Sociétés de production : Universal Pictures ; Broken Road Productions ; Perfect World Pictures
- Producteurs : Todd Garner ; Sean Robins
- Genre : drame romantique
- Pays de production : États-Unis
- Durée : 93 minutes
- Dates de sortie :
  - États-Unis : 4 décembre 2020
  - France : 2 juin 2021 (salles)[4]
- Classification : tous publics[4] ; MPAA Rating : PG-13[1]

## Distribution
- Jessica Rothe (VF : Audrey Sourdive) : Jennifer Carter
- Harry Shum Jr (VF : Adrien Larmande) : Solomon Chau
- Kyle Allen (VF : Sylvain Agaësse) : Kyle Campbell
- Chrissie Fit (VF : Stéphanie Hédin) : Amanda Fletcher
- Jay Pharoah (VF : Namakan Koné) : Dave Berger
- Marielle Scott (VF : Nadine Girard) : Megan Denhoff
- Keala Settle (VF : Maïté Monceau) : Viv Lawrence
- Michael Masini (VF : Jérémy Bardeau) : Peter Ohl
- Greg Vrotsos  : Neil Snider
- Ever Carradine (VF : Marie Chevalot) : Gigi Carter
- Mario Cantone (VF : Pierre Tessier) : Jerome Patterson
- Josh Brener (VF : Julien Chatelet) : Eric Bronitt
- Anjali Bhimani (VF : Marie Bouvier) : Mina White
- Jon Rudnitsky  : Chris
- Dan Butler (VF : Philippe Roullier) : Alan Mendelson
- Lara Grice (VF : Sylvie Genty) : Margaret
- Molly Hagan (VF : Dominique Vallée) : Hope Marie Carter
- Betsy Holt (VF : Juliette Poissonnier) : Entraîneuse Bootcamp
- Robert Larriviere (VF : Daniel Lafourcade) : Professeur
- Joseph Poliquin (VF : Benjamin Bollen) : Brian
- AJ Wilde (VF : Jérémy Prévost) : Chris

 Sources et légende  : Version Française (V.F.) sur RS Doublage 